# Calliphora stygia
Calliphora stygia är en tvåvingeart som först beskrevs av Fabricius 1781.  Calliphora stygia ingår i släktet Calliphora och familjen spyflugor. Inga underarter finns listade i Catalogue of Life.

## Bildgalleri

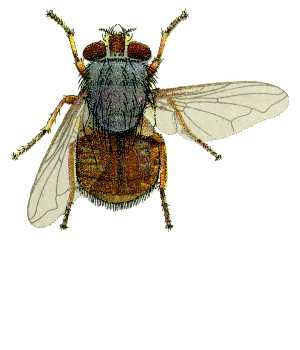
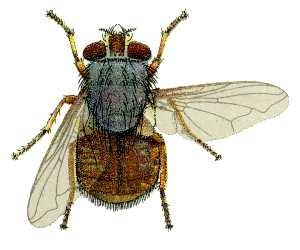